# Clystea andromacha
Clystea andromacha är en fjärilsart som beskrevs av Fabricius 1775. Clystea andromacha ingår i släktet Clystea och familjen björnspinnare. Inga underarter finns listade i Catalogue of Life.